# Engleski građanski rat
Engleski građanski rat, ponekad zvan i Engleska revolucija je naziv za niz oružanih sukoba koji su se odigrali u Engleskoj sredinom 17. stoljeća, a koji svoj izvor imaju u sukobu između engleskog kralja Karla I. i engleskog parlamenta.
Sukob je bio političke i vjerske prirode. Karlo je naslijedio englesko prijestolje od svog oca Jakova I. iz dinastije Stuart. Iako je bio nominalni poglavar Anglikanske crkve, mnogi su ga u Engleskoj smatrali prikrivenim katolikom. Karlo I. je također smatrao da engleski vladar, poput ostalih u Europi tog doba, ima božansko pravo vladanja i da nitko, uključujući Parlament nema pravo dovoditi u pitanje njegov autoritet i odluke. S druge strane u Engleskoj i Škotskoj u to doba nastavio je cvasti protestantizam u ekstremnim oblicima, uključujući puritanizam čiji su predstavnici stuartovsku monarhiju držali raskalašenom i grešnom.
Karlov pokušaj zaustavljanja takvih tendencija u Škotskoj doveo je do tzv. biskupskih ratova u kojima je njegova vojska sramotno potučena, a Parlament odbio daljnje financiranje vojnih operacija te se Karlo za pomoć obratio svojim katoličkim podanicima u Irskoj, što je 1642. godine dovelo do stvaranja dvije vojske – kraljeve i parlamentarne – koje su se počele sukobljavati jedna s drugom. 
Rat je trajao tri godine i nakon početnog niza neodlučnih bitaka došla je do izražaja ekonomska premoć gradova, koji su podržavali parlament, nad selom koje je podržavalo kralja. Parlamentarci su imali veći elan, ali i sposobnijeg zapovjednika u liku Olivera Cromwella čijom je zaslugom Karlo I. konačno poražen i zarobljen godine 1645.
Tri godine kasnije, dok je Parlament odlučivao o kraljevoj sudbini, ponovno je izbila rojalistička pobuna – tzv. drugi građanski rat. Ekstremisti u parlamentarnoj stranci su to iskoristili kao priliku za puč, pa je Karlo osuđen za izdaju i pogubljen godine 1649.
Cromwell je poslije suzbio rojalističke pobune na čelu s Karlovim sinom Karlom II. u Irskoj i Škotskoj. To je imalo osobito teške posljedice u Irskoj, gdje je ubijeno oko 30% stanovništva, a sve zemlje u vlasništvu katolika konfiscirane su i predane Cromwellovim veteranima.  
Kao posljedica ratova Kraljevinu Englesku zamijenila je republika po imenu Commonwealth Engleske, odnosno diktatura na čelu s Oliverom Cromwellom. Iako je cromwellovski režim nestao nedugo nakon njegove smrti te se Karlo II. vratio na prijestolje, rat je kao trajnu posljedicu ostavio napuštanje koncepta o božanskom pravu kraljeva, pa su svi budući engleski kraljevi bili prisiljeni vladati uz blagoslov zakonodavne vlasti. Zato se smatra da je upravo engleski građanski rat zaslužan za stvaranje moderne demokracije na Britanskom otočju, odnosno koncepta liberalne demokracije u današnjem zapadnom svijetu.